# Rohrbach (Friedberg)

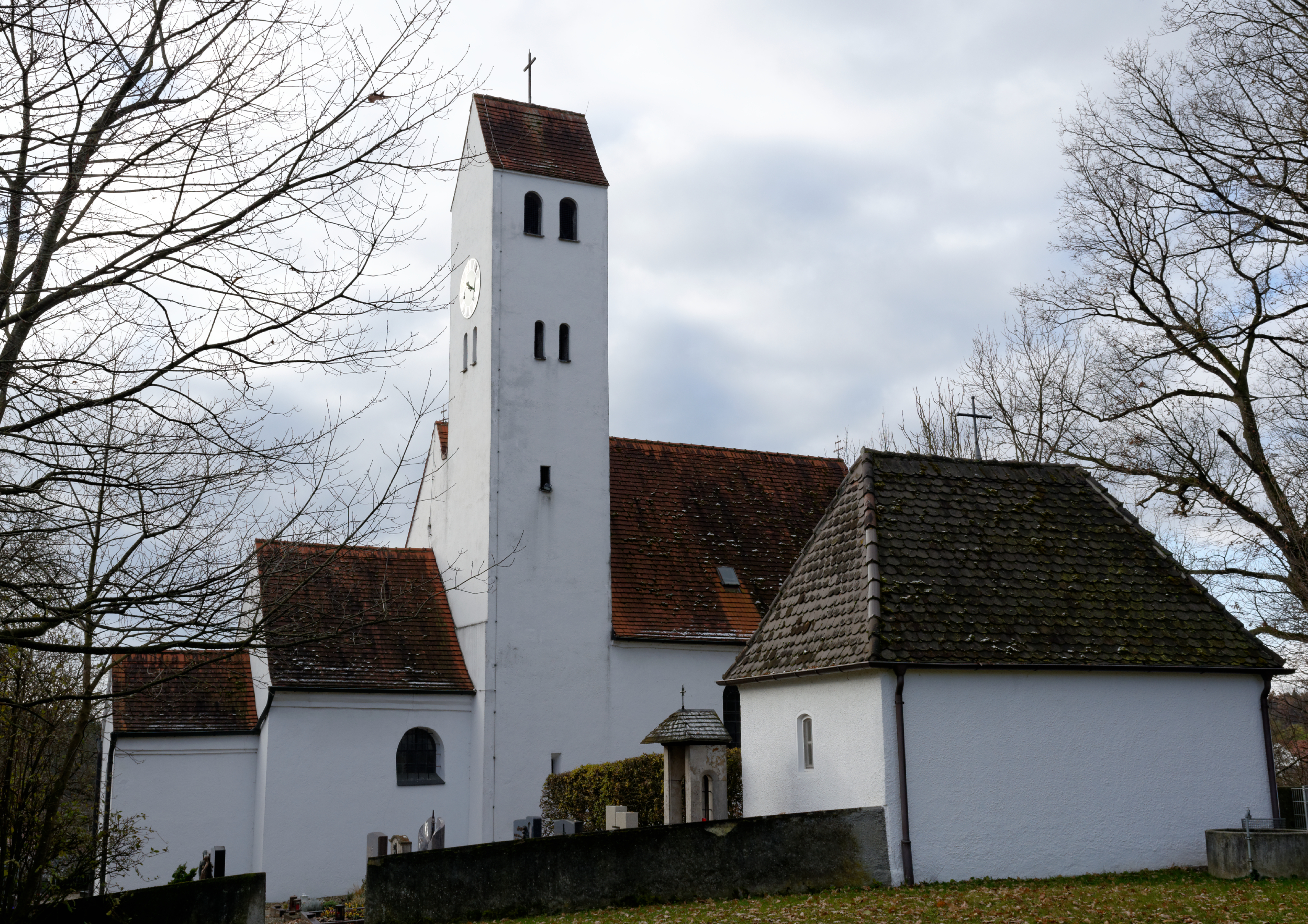
St. Philipp u. Walburga

Rohrbach ist seit der Gemeindegebietsreform von 1978 ein Ortsteil von Friedberg und hat derzeit knapp 187 Einwohner.

## Geographie
Das Kirchdorf Rohrbach liegt rund sieben Kilometer südöstlich von Friedberg und ist über die Staatsstraße 2379 an das Straßennetz des Freistaats Bayern angeschlossen. Durch den Ort fließt der Eisenbach, der später in die Paar mündet.

## Geschichte
Das Dorf im Eisenbachtal tritt urkundlich zwar erst im 11. Jahrhundert in Erscheinung, doch ist die Siedlung sicher viel älter, als die ersten schriftlichen Zeugnisse glauben machen. Der erste schriftliche Beleg stammt aus dem 11. Jahrhundert, als „Friderich de Rorbach“ als Zeuge für das Domstift zu Augsburg in einer Urkunde erscheint und damit die Existenz eines Ortsadels beweist. Der Ortsname hat sich seit seiner ersten Nennung lautlich nicht verändert und bedeutet „Siedlung an einem mit Rohr bestandenen, sumpfigen Bach“.
Aus der spätrömischen Kaiserzeit stammt eine Ziegelei, die 1925 in der Flur „Ziegelacker“ zwischen Rohrbach und Eurasburg erschlossen wurde. Hier befand sich neben einer ähnlichen Werkstatt in Stätzling die einzige bisher bekannte Produktionsstätte für spätantike Töpferwaren in der Provinz Raetien.
Um 1000 n. Chr. soll Welf II. das von den Ungarn zerstörte Kloster Altomünster erneuert und mit Gütern ausgestattet haben, wenn man den Worten Otlohs, des Verfassers der Lebensbeschreibung des hl. Alto, glauben darf. Zu diesen Gütern gehörte auch Besitz in Rohrbach, der im 13. und 14. Jahrhundert aus einem Hof, acht Lehen und zwei Viertellehen bestand.
Bis 1863 gehörte das Dorf zur Pfarrei Mering. Es hat eine eigene Kirche, die auf einem Hügel liegt und so baulich über die anderen Häuser hinausragt. Nach einer Urkunde von 1520 war sie ursprünglich dem hl. Aegidius und der hl. Walburga geweiht, bereits im 19. Jahrhundert wurde jedoch das Patrozinium an Maria Magdalena gefeiert, einem Tag, an dem das Prädikatur-Benefiziat zu Friedberg die Verpflichtung zum Lesen einer hl. Messe hat. Trotz der Zugehörigkeit zur Pfarrei Mering gingen die Rohrbacher jedoch meist zum Gottesdienst nach dem näher gelegenen Bachern. Nachdem sie 1834 der Kaplanei-Expositur zu Ried zugesprochen wurden, boten sie sich an, 1233 Gulden zum Neubau der Kirche in Ried beizutragen, 450 Gulden an die Pfarrpfründe Mering und 25 Gulden an den Mesner zu Ried zu zahlen, an den Pfarrer von Bachern aber jährlich 1 Scheffel und 3 Metzen Roggen zu entrichten und in Konkurrenzpflicht zu den Kultusgebäuden in Bachern zu treten. Daraufhin wurde eine Umpfarrung Rohrbachs von Mering nach Bachern in die Wege geleitet, die 1863 durch königliche Entschließung und bischöfliches Dekret vollzogen wurde.
Etwa zur gleichen Zeit erhielt Rohrbach mit seinen 24 Familien wieder die gemeindliche Selbständigkeit, blieb aber im Steuerdistrikt Bachern, wo auch das gemeinsame Schulhaus stand.
Im Zuge der Gemeindegebietsreform wurde Rohrbach am 1. Juli 1971 nach Ottmaring eingemeindet und als Teil der Gemeinde Ottmaring am 1. Mai 1978 nach Friedberg umgegliedert.
Durch den Ortsstraßenbau und Neubauten präsentiert sich Rohrbach heute in einem zeitgemäßen Kleid.

## Sehenswürdigkeiten
- St. Philipp und Walburga

## Organisationen
- Freiwillige Feuerwehr Rohrbach e.V.
- CSU Ortsverband Bachern-Rohrbach (CSU Stadtverband Friedberg)
- Bürgerinitiative Rückenwind fürs Erlauholz e.V.
- Bürgerinitiative & Förderverein Meine Region Eisenbachtal i.G. und Plattform & Community WIR sind Friedberg i.G. (mit WIR sind Rohrbach)
- SPD Ortsverband Ottmaring (Bachern, Rohrbach, Rinnenthal, Hügelshart, Rederzhausen, Eurasburg, Adelzhausen, Dasing, SPD Ortsverband Friedberg)
- Pfarrei Bachern mit Filiale St. Philipp und Walburga Rohrbach (Katholische Kirchenstiftung Sankt Michael)
- Obst- und Gartenbauverein Bachern-Rohrbach e.V.
- Jagdgenossenschaft Rohrbach e.G.
- Parteifreie Bürger Friedberg (Wählergruppe)
- Krieger- und Soldatenverein Bachern-Rohrbach e.V.